# Alien Sweetheart
Alien Sweetlove là một album nhạc light rock của ban nhạc rock Bỉ Zornik. Album được phát hành năm 2005 bởi EMI Belgium.

## Danh sách bài hát
1. "I Feel Alright" – 4:22
2. "Keep Me Down" – 3:45
3. "Monday Afternoon" – 4:20
4. "Another Year" – 4:35
5. "Escape" – 4:10
6. "Wake Up" – 3:22
7. "Things Are Changing" – 4:28
8. "So Much More to Come" – 4:42
9. "Hate/Like" – 4:03

## Đĩa đơn
- "I Feel Alright"
- "Keep Me Down"